# Елкин, Павел Иванович
Павел Иванович Елкин (род. 5 июля 1977, Ленинград, СССР) — профессиональный музыкант, аранжировщик, продюсер международных музыкальных и балетных проектов, основатель и Генеральный директор Санкт-Петербургского Театра Балета им. П. И. Чайковского.

## Биография
Павел Елкин родился 5 июля 1977 года в гор. Ленинграде.
Мать — Елкина Елена Владимировна (1953 г. рожд.), по специальности — инженер. Отец — Елкин Иван Сергеевич (1943 г. рожд.), офицер вооружённых сил Российской Федерации.
Павел Елкин получил первое профессиональное музыкальное образование в Хоровом училище имени М. И. Глинки (1984—1992 гг.) и в средней специальной музыкальной школе при Санкт-Петербургской консерватории имени Н. А. Римского-Корсакова (1992—1995 гг.)
В период обучения в хоровом училище Павел являлся солистом хора мальчиков, участвовал таких спектаклях, как:
- «Новоселье в старом доме» (театр имени В. Ф. Комиссаржевской)
- «Борис Годунов», партия Федора (Мариинский театр)
- «Пиковая дама» (Михайловский театр)
- «Пегий пес, бегущий по краю моря» (Санкт-Петербург Опера)

Павел Елкин получил высшее музыкальное образование в Санкт-Петербургской государственной консерватории им. Н. А. Римского-Корсакова по классу контрабас (1995—1999 гг.), после чего работал в ведущих симфонических оркестрах мира:
- Оркестр Мариинского театра
- Оркестр Санкт-Петербургской государственной академической филармонии им. Д. Д. Шостаковича,
- Губернаторский оркестр Санкт-Петербурга
- Санкт-Петербург Опера
- Виртуозы СПБ
- Государственный оркестр Радио и Телевидения
- Национальный оркестр Эквадора (1999—2002 гг.)

В качестве музыканта гастролировал в страны Европы и Японию.
2004—2007 гг. продюсировал гала-концерты русского классического балета в Финляндии, Швеции, Дании и Норвегии.
В 2009—2012 гг. являлся советником президента компании ЗАО «Оптоган», Алексея Ковша.
В 2014 году Павел Елкин создал Санкт-Петербургский Театр Балета им. П. И. Чайковского.
Основная идея театра — воплощать авторские идеи в классической и современной хореографии.
Павел убеждён: главный залог успеха молодого театра в том, что на должность художественного руководителя принята выпускница академии русского балета им. А. Я. Вагановой, обладательница медали «За достижения в культуре», хореограф-балетмейстер Меньшикова Елизавета.
На сегодняшний день Санкт-Петербургский Театр Балета им. П.И. Чайковского является одной из ведущих трупп классического балета, репертуар которой включает в себя такие шедевры мировой хореографии, как «Лебединое озеро», «Щелкунчик», «Ромео и Джульетта» П. И. Чайковского.
Ежегодно, под руководством Павла Елкина, балет даёт, в среднем, 250 спектаклей, выступая на таких прославленных площадках Санкт-Петербурга, как Александринский театр, Михайловский театр,Эрмитажный театр, Театр оперы и балета Санкт-Петербургской Консерватории, в Московском театре «Новая Опера» им. Е. В. Колобова, а также интенсивно гастролирует за рубежом: в Швеции, Нидерландах, Дании, Бельгии, Франции, Кипре, Германии, Норвегии.

## Личная жизнь
Сын — Сергей Елкин (2000 г. рожд.) от первого брака: Инна Владимировна Елкина.
Жена — Наталия Леонидовна Елкина (1984 г. рожд.), Генеральный директор спортивно-оздоровительного комплекса.
Увлечения — хоккей и мотоцикл.

## Творчество
Сорежиссёр-постановщик спектакля «Ромео и Джульетта» Санкт-Петербургского Театра Балета им. П. И. Чайковского.
Создатель музыкальной партитуры спектакля «Ромео и Джульетта» на музыку П. И. Чайковского, в которую вошли такие знаменитые произведения как Симфония № 6, Сюита № 3, Итальянское каприччио, Концерт для скрипки с оркестром соль минор, Увертюра «Ромео и Джульетта».
Продюсер и автор шоу-концерта российского оркестра совместно с шведской эстрадной певицей, Санной Нильсен
Павел принимал участие в фильмах:
1. Бакенбарды, 1990 год (хор мальчиков);
2. Чича, 1991 год (озвучивание);
3. Брат (фильм, 1997) — принимал участие в записи саундтрека «Goodbye, America».
4. Сериал «Фантазия белых ночей», 2015 (консультант при съёмке, сыграл заведующего постановочной частью театра);
5. Rudolf Nureev — Dance to Freedom, 2015, канал BBC